# 에두아르트 뫼리케

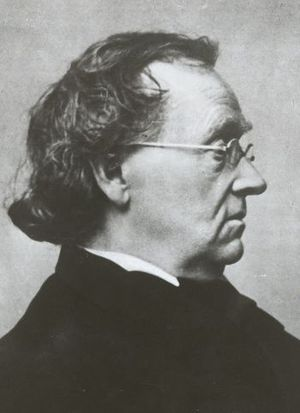

에두아르트 프리드리히 뫼리케(독일어: Eduard Friedrich Mörike: 1804년 9월 8일~1875년 6월 4일)는 독일의 시인으로, 낭만주의와 사실주의의 중간에 위치하는 시들을 발표했다. 
뫼리케는 1804년 독일 루트비히스부르크에서 의사의 아들로 태어났다. 1817년 부친이 사망한 후, 삼촌 밑에서 신학 교육을 받았고, 나중에 신학을 배워 목사가 되었다. 1826년부터 8년간 부목사 생활을 하면서 여기저기에서 근무했다. 1827년 12월부터 1829년 2월까지 휴가를 얻어 전업 작가로 변신하려고 시도했으나, 성공하지 못하고 성직으로 돌아온다.
1834년 클레버줄츠바흐의 목사가 되어, 어머니와 누이동생 클라라와 함께 살았다. 그러나 1843년 건강 문제로 은퇴했다. 경제적 어려움으로 결혼 생각을 못 하다가, 마흔일곱 살 때인 1851년 마르가레테 슈페트와 혼인했다.
1840년대부터 시인 겸 작가로 활발하게 활동하기 시작했고, 1856년부터 1866년까지 문학 교사로 일하기도 했다. 1852년 튀빙겐 대학교에서 명예박사 학위를 받았고, 1862년엔 바이에른에서 막시밀리안 훈장을 받았으며, 1864년에는 뷔르템베르크 프리드리히스 교단의 기사십자가를 받는 등 사회적 영예를 누렸다. 그러나 아내와 사이가 나빠져, 별거 상태로 살았다. 1875년 세상을 떠나 슈투트가르트의 프라하 공동묘지에 묻혔다.
뫼리케는 생전에 괴테 이후 독일에서 가장 중요한 시인으로 손꼽혔다. 그의 시는 사랑의 괴로움이나 기쁨을 노래한 연애시 이외에 전원시, 산문시 등 그 범위가 넓다. 낭만주의의 민요적 정서와 고전주의로부터 배운 형식의 입체성을 재치 있게 조화한 것으로 평가받는다.
산문에도 재능이 있었다. 대작인 《화가 놀텐》(1832)과 함께 《프라하 여행길의 모차르트》(1855)가 대표작이다. 전자에서는 꿈과 현실 사이를 방황하는 예술가의 모습을, 후자에서는 빛나는 영광을 누리면서 마침내 쇠퇴의 길을 걷는 천재의 모습을 묘사하고 있다. 동화도 써서 《농부와 아들》(1839), 《슈투드가르트의 도깨비》(1853) 등이 있다. 
평생 시골에 묻혀 살면서 고향 마을의 친숙한 풍경을 노래하는 비더마이어(Birdermeir) 문학의 대표 시인으로 불린다.  그의 산문은 민간 전승 요소를 새로운 주제와 표현 양식과 결합했다. 특히, 예술가의 의식 상태와 경험 방식을 암시하는 작품이 많다. 윤도중에 따르면, "당대에 만연했던 예술지상주의와 거리를 두고 갈가리 찢긴 인간 존재에 대한 근대적 경험"을 다룬다. 이러한 미학적 화해는 모차르트의 음악에서도 엿볼 수 있다.
뫼리케의 시는 작곡가 후고 볼프 등이 가곡을 작곡하는 데 쓰였다. 철학자 루트비히 비트겐슈타인은 그의 작품을 아주 높이 평가했다.

## 우리말 번역
- 윤도중 옮김, 《프라하 여행길의 모차르트/슈투트가르트의 도깨비》, 문학과 지성사, 2021년 12월 17일

1. 1 2 3 4 5 6  에두아르트 뫼리케; 윤도중 옮김 (2021). 《프라하 여행길의 모차르트 / 슈투르가르트의 도깨비》. 문학과지성사.